# Adventkapelle (Solingen)

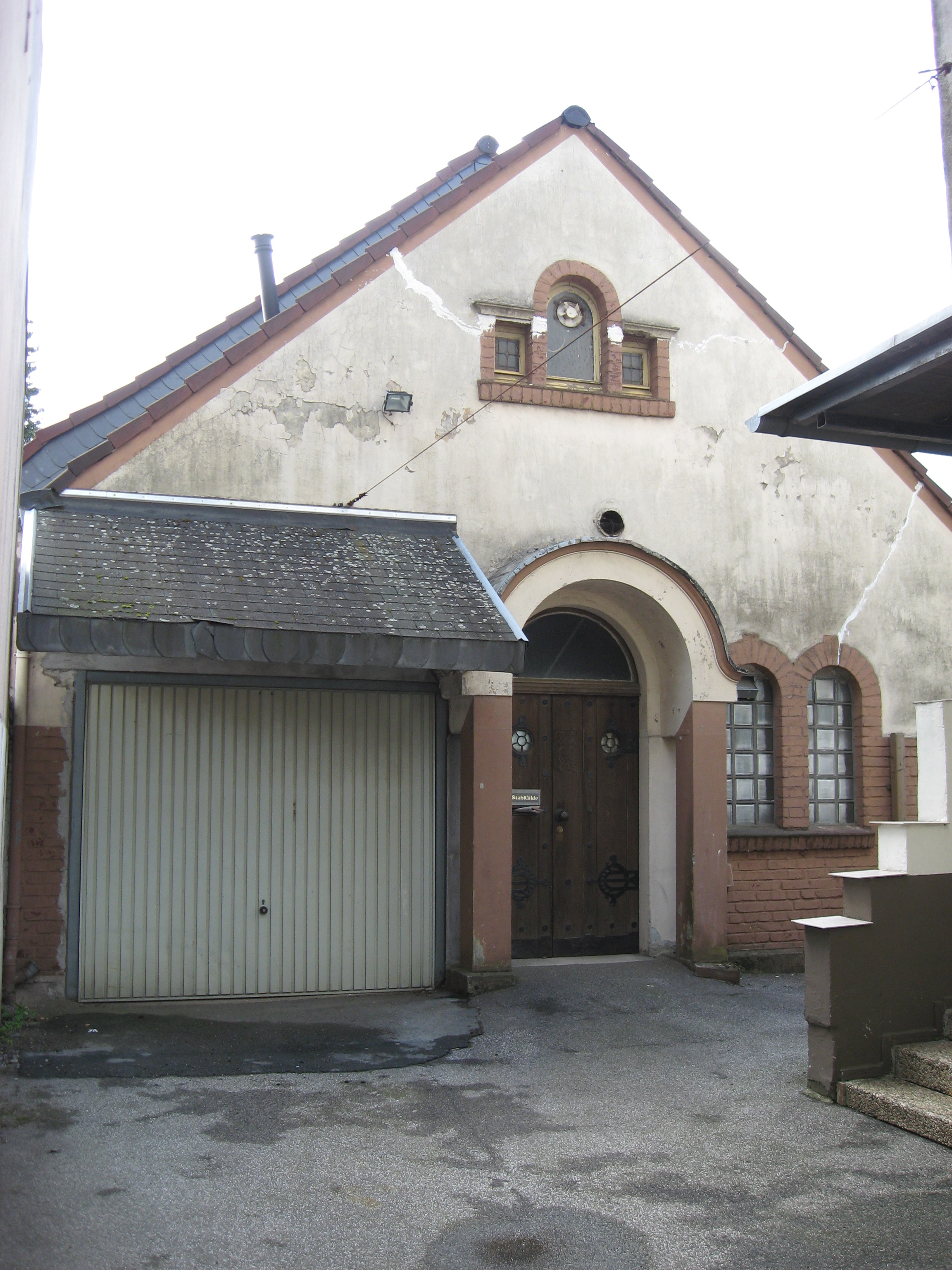
Ehem. Adventkapelle Solingen, geweiht 1913, Donaustraße 21 in Solingen-Ketzberg, Zustand im Jahr 2011

Die Adventkapelle in der bergischen Großstadt Solingen ist ein ehemaliges Sakralgebäude der Siebenten-Tags-Adventisten, deren Gründung in Solingen auf das Jahr 1876 zurückgeht. Die Kapelle befindet sich an der Donaustraße im heutigen Solinger Stadtteil Gräfrath und ist seit 1985 weitestgehend ungenutzt.

## Lage
Im heutigen städtebaulichen Gefüge von Solingen kaum zu erkennen, befindet sich die Adventkapelle auf dem ehemaligen Gebiet der Bürgermeisterei Wald. Die heutige Donaustraße wird eher dem Ortsteil Ketzberg zugeordnet, der zu Gräfrath zählt. Die Grenze zwischen Wald und Gräfrath verlief auf der Höhe der Donaustraße 21 in der Mitte der Straßenlinie. Der eigentliche Kapellenbau liegt zurückversetzt hinter dem Wohnhaus Donaustraße 21, das in der Straßenflucht der Donaustraße steht.

## Geschichte
Seit 1875 sind Siebenten-Tags-Adventisten in Solingen und Umgebung nachweisbar. Durch J. N. Andrews und im Besonderen durch Jakob Erzberger fand Anfang 1876 eine Gemeindegründung in Solingen und Vohwinkel statt. Eine rechtliche Gründung, z. B. als eigenständige Rechtsfigur, erfolgte nicht, weil die sabbatarische „Getaufte Christen-Gemeinde“ ab 1852 in Wald, Gräfrath, Burg an der Wupper und Dorp (Solingen) in den Siebenten-Tags-Adventisten aufgingen. Johann Heinrich Lindermann hatte, zum Teil noch gemeinsam mit Friedrich A. Herring, diese für Rheinpreußen ungewöhnlich frühen freikirchlichen Gründungen initiiert.
Als erste Versammlungsorte der Siebenten-Tags-Adventisten sind Privathäuser in den Hofschaften II. Stockdum, Flachsberg oder Höfchen (heute etwa Potsdamer Straße) sowie die Restauration Zum Stockdumer Hof (heute Firma Bosinius, Donaustraße 2) bezeugt. Im Wesentlichen wurde jedoch das Adventhaus in der Rottscheider Straße 33c in Vohwinkel aufgesucht.
Ernst Kamann erwarb nominell das Grundstück nach 1900. Im Verlauf des Jahres 1912 mündeten die Bauaktivitäten in die Einreichung des Baugesuches 17. April 1913 ein. Der Bauantrag wurde Bürgermeister Wald vorgelegt und am 16. Oktober 1913 baupolizeilich genehmigt.
In der Zeit nach 1913 wurde die Adventkapelle als „Missionskapelle“ oder „Vortragssaal“ bezeichnet.
Bis Anfang der 1985 blieb die Adventkapelle das Zentrum der Siebenten-Tags-Adventisten in Solingen. Im Jahr 1985 wurde eine Taschenmesserfabrik in der Kreuzweger Straße zu einem neuen Gemeindezentrum ausgebaut, welches nun auch die Adventgemeinden Höhscheid und Ohligs vereinte. Nachdem hier ein Kindergarten initiiert wurde, erfolgte 1996 die Gründung einer Grundschule (Andrews Advent-Grundschule), die erste Gründung dieser Art in Deutschland. Die Liegenschaft in der Donaustraße 21 wurde veräußert.

## Beschreibung
Die Kapelle ist ein langgestreckter Bau, der in etwa als gewestet gelten kann. Die schlichte Bauform mit Satteldach ist nach Osten, zur Donaustraße zu, geringfügig gestaffelt. Der ursprünglich elegant geschweifte und abgeschilferte markante, in Jugendstilformen gestaltete Dachreiter, im östlichen Teil des Hauptdaches, ist nicht mehr erhalten. Er wurde wohl nach 1950 zurückgebaut.
Die Fassade ist durch geputzte und unverputzte Bereiche zeittypisch gegliedert. An der Nordseite befinden sich vier große Rundbogenfenster, die den Kirchensaal in vier Achsen gliedern. Die Hauptansichtsseite ist die Ostfassade mit dem Rundbogen-Hauptportal, an das sich beidseitig ein kleines rundbogiges Zwillingsfenster anordnet. Alle Fenster haben und hatten Jugendstil-Verglasungen. Ein kleines Drillings-Fenster (Palladio-Motiv) sitzt mittig in der Giebelzone.
Der Innenraum wurde durch ein korbbogenähnliches Tonnengewölbe (verputzte Holzverschalung), mit Zugankern, überspannt. An der westlichen Stirnseite fand sich als bauliche Erstausstattung in Jugendstil-Lettern der Bibeltext: „Dienet den Herrn mit Freuden, kommet vor sein Angesicht mit Frohlocken“ Psalm 100 (Luther). An Prinzipalstücke bestand nur sehr wenig Ausstattung. Unter einem erhöhten Podest war von Anfang an das Taufbecken für die Erwachsenentaufe (Baptistische Tradition) eingearbeitet. Zur Erstausstattung gehörte ein wuchtiger kanzelähnlicher hölzerner Ambo. Der Kirchensaal war nach Bauantrag auf 133 Sitzplätze ausgelegt.
Der Entwurf geht auf den Solinger Baumeister Abraham Linder zurück, der auch die Bauausführung übernahm. Abraham Linder stand zeitweise der „Getaufte Christen-Gemeinde“ unter Johann Heinrich Lindermann sehr nahe.

## Zustand
Nach Aufgabe der Adventkapelle durch die Siebenten-Tags-Adventisten im Jahr 1985 blieb der wesentliche Teil des Gebäudes ungenutzt. Es erfolgte dann an der Ostseite der Einbau eines kleinen Garagentores. Nur der intakten Dachdeckung und Dachentwässerung ist es zu verdanken, dass die Substanz der Adventkapelle in situ bis heute erhalten blieb.
Trotz sach- und fachkundiger Initiativen bei den Fachbehörden des Denkmalschutzes und der Denkmalpflege ist eine Erhaltung des Gebäudes sehr unsicher.

## Würdigung
Eigenständige Sakralbauten der Siebenten-Tags-Adventisten im Deutschen Kaiserreich sind sehr selten, zumal in dezenten Schmuckformen des deutschen Jugendstils. In der Regel mietete in dieser Zeit diese Denomination vorzugsweise Räume oder Säle temporär an. Als Hintergrund mag der ausgeprägte Chiliasmus oder auch die Finanzschwäche gelten. Fernerhin spielt die rechtliche Unsicherheit für Denominationen dieser Art eine nicht unerhebliche Rolle beim Immobilienerwerb. Neben der in Vohwinkel (Rottscheider Straße 33c), die als Kriegsverlust gilt, ist die Adventkapelle in Solingen in Nordrhein-Westfalen der einzige noch erhalte Sakralbau der Siebenten-Tags-Adventisten aus der Zeit vor 1920. Zugleich ist er ein bauliches Zeugnis nahe am Gründungsort der heutigen Freikirche Siebenten-Tags-Adventisten, im heutigen Sonnborn (Wuppertal-Vohwinkel), am 8. Januar 1876, was als Besonderheit gilt.